# Nevis (Alberta)
Nevis es una aldea en el centro de Alberta, Canadá, dentro del condado de Stettler n.º 6.  Se encuentra sobre la carretera 12, aproximadamente a 17 kilómetros al sureste de Alix y 8 kilómetros al oeste de Erskine. Tiene una altitud de 815 metros (2673,9 pies).
La aldea se encuentra en la División Censal n.º 7 y en la circunscripción federal de Crowfoot.

## Demografía
En el censo de población de 2021 realizado por Statistics Canada, Nevis registró una población de 30 habitantes viviendo en 12 de sus 14 viviendas privadas totales, un cambio de 20 % con respecto a su población de 2016 de 25 habitantes. Con un área de terreno de 0,65 km² (0,3 mi²), tenía una densidad de población de 46,2/km en 2021.
Como lugar designado en el Censo de Población de 2016 realizado por Statistics Canada, Nevis registró una población de 25 habitantes viviendo en 13 de sus 16 viviendas privadas totales, un cambio de 0% con respecto a su población de 2011 de 25 habitantes. Con un área de terreno de 0,65 km² (0,3 mi²), tenía una densidad de población de 38,5/km en 2016.